# 兵庫県の再開発の一覧
兵庫県の再開発の一覧（ひょうごけんのさいかいはつのいちらん）では、兵庫県での完成済み、建設中、または計画中の都市再開発事業・再開発地区、再開発ビルや複合商業施設などを一覧で列挙する。

## 神戸市
- ポートアイランド
- JR住吉駅南地区再開発事業（KiLaLa住吉）
- JR住吉駅東地区再開発事業（ビュータワー住吉館）
- 六甲道駅南地区再開発（ウェルブ六甲道・灘区役所）
- 六甲道駅前市街地再開発事業（フォレスタ六甲）
- 新長田駅南地区震災復興第二種市街地再開発事業（アスタくにづか・新長田合同庁舎）
- 新長田駅前地区第一種市街地再開発事業（ピフレ新長田）
- 長田地区市街地再開発事業（サンドール長田）
- 長田商店街1丁目東市街地再開発事業（プレノ長田）
- アスタくにづか2番館（神戸星城高等学校跡地再開発ビル）
- HAT神戸
- 旭通4丁目地区再開発事業（シティタワー神戸三宮）
- 神戸市立御影工業高等学校跡地再開発（御影クラッセ・御影タワーレジデンス）
- 兵庫貨物駅跡地再開発（キャナルタウン兵庫）
- 中山手地区再開発事業（トア山手 ザ・神戸タワー）
- 板宿A地区市街地再開発事業（ビバタウン板宿）
- 板宿平田町2丁目西地区再開発事業（新板宿ビル）
- 森南町1丁目市街地再開発事業（セルバ）
- 桜口町3丁目市街地再開発事業（パニエ）
- 弓木町4丁目市街地再開発事業（ラ・トゥール六甲）
- 新開地6丁目東地区市街地再開発事業
- 湊川中央周辺地区市街地再開発事業（ハートフル湊川）
- 垂水駅東第2地区第二種市街地再開発事業（レバンテ垂水）
- 垂水駅東第1市街地再開発事業
- 垂水駅西地区第二種市街地再開発事業（ウエステ垂水）
- 舞子駅前地区第一種市街地再開発事業（Tio舞子）
- 舞子公園駅北地区再開発事業（シーマークス舞子公園）
- 旭通1丁目南市街地再開発事業（サンピアビル）
- 雲井通1丁目市街地再開発事業（ツイン雲井）
- 雲井通5・6丁目再整備事業[1]
- 雲井通6丁目市街地再開発事業（サンシティ）
- 鈴蘭台駅前地区第二種市街地再開発事業
- 北鈴蘭台駅前地区再開発事業

## 姫路市
- 姫路駅周辺
  - 姫路駅周辺地区整備事業（キャスティ21）
  - 姫路駅西市街地再開発事業
- ピオレ姫路
- イーグレひめじ（姫路市本町再開発ビル）
- お城本町市街地再開発事業

## 西宮市
- 阪急西宮北口駅周辺復興事業・再開発事業（再開発ビル プレラにしのみや、アクタ西宮ほか）
- 阪急西宮ガーデンズ
- 阪急西宮スタジアム跡地再開発事業
- フレンテ西宮（JR西宮駅駅前再開発ビル、フレン西ノ宮駅南地区再開発事業）
- 六湛寺東市街地再開発事業

## 尼崎市
- JR尼崎駅周辺
  - 尼崎駅前市街地再開発事業
  - 尼崎駅北第二市街地再開発事業
  - 尼崎駅北第一市街地再開発事業（アミング潮江）
- 阪神尼崎駅東市街地再開発事業
- 立花南市街地再開発事業
- 立花駅再開発事業（フェスタ立花）
- 出屋敷駅北地区第一種市街地再開発事業（リベル）
- あまがさきキューズモール（キリンビール尼崎工場跡地再開発「あまがさき緑遊新都心」中核施設）
- グンゼタウンセンター つかしん

## 明石市
- 明石本町市街地再開発事業
- 東仲ノ町市街地再開発事業
- 明石駅前南地区再開発事業（パピオスあかし）

## 加古川市
- 加古川駅前市街地再開発事業（ヤマトヤシキ加古川店）

## 伊丹市
- 伊丹駅阪急伊丹駅東地区市街地再開発事業
- JR伊丹駅前市街地再開発事業
- 宮ノ前市街地再開発事業

## 三田市
- 三田駅前Aブロック地区第二種市街地再開発事業
- 三田駅前Bブロック地区第一種市街地再開発事業
- 三田駅前Cブロック地区第一種市街地再開発事業
- 三田駅前Dブロック地区第一種市街地再開発事業

## 川西市
- 小花新町市街地再開発事業
- 阪急川西能勢口駅前市街地再開発事業

## 宝塚市
- 売布神社駅前市街地再開発事業
- 仁川駅前市街地再開発事業
- 逆瀬川駅駅前再開発事業
- 宝塚駅前再開発事業

## 芦屋市
- 芦屋駅北市街地再開発事業（第3）市街地再開発事業
- JR芦屋駅南地区第二種市街地再開発事業
- 大原第2市街地再開発事業

## 豊岡市
- 豊岡駅前第1地区再開発事業（アイティ）

## 篠山市
- 篠山口駅西口都市再開発地区

## 加西市
- 北条駅周辺市街地再開発事業

## 西脇市
- 西脇中央市街地再開発事業（アピカ西脇）